# Schloss Białogard
Schloss Białogard (deutsch Belgard an der Persante) war ein unter Philipp I. (Pommern) errichtetes Renaissanceschloss in der polnischen Ortschaft Białogard.

## Lage
Das Schloss Belgard wurde auf einem künstlich aufgeschütteten Hügel errichtet, auf dem sich bereits seit dem Mittelalter die Burg Belgard befand. Die mittelalterliche Burg, Vorgänger des späteren Schlosses am Standort, wurde von den Pommernherzögen errichtet. Ihre erste urkundliche Erwähnung erfolgte im Jahre 1105 nach der Zerstörung des ursprünglichen Burgfleckens durch den polnischen Herzog Boleslav in wendischer Zeit. Bereits ab dem 12. Jahrhundert fungierte die Burg oder das Castro Belegarde wie sie auch genannt wurde, als Amtssitz des Kastellan. Im Jahre 1299, zur Stadtgründung von Belgard, umfasste der Burghügel etwa 1/3 des damaligen Siedlungsgebietes. Der Standort der Burg, etwa 6 Meter oberhalb der Stadt, befand sich etwa 130 Meter von der Kernstadt entfernt.

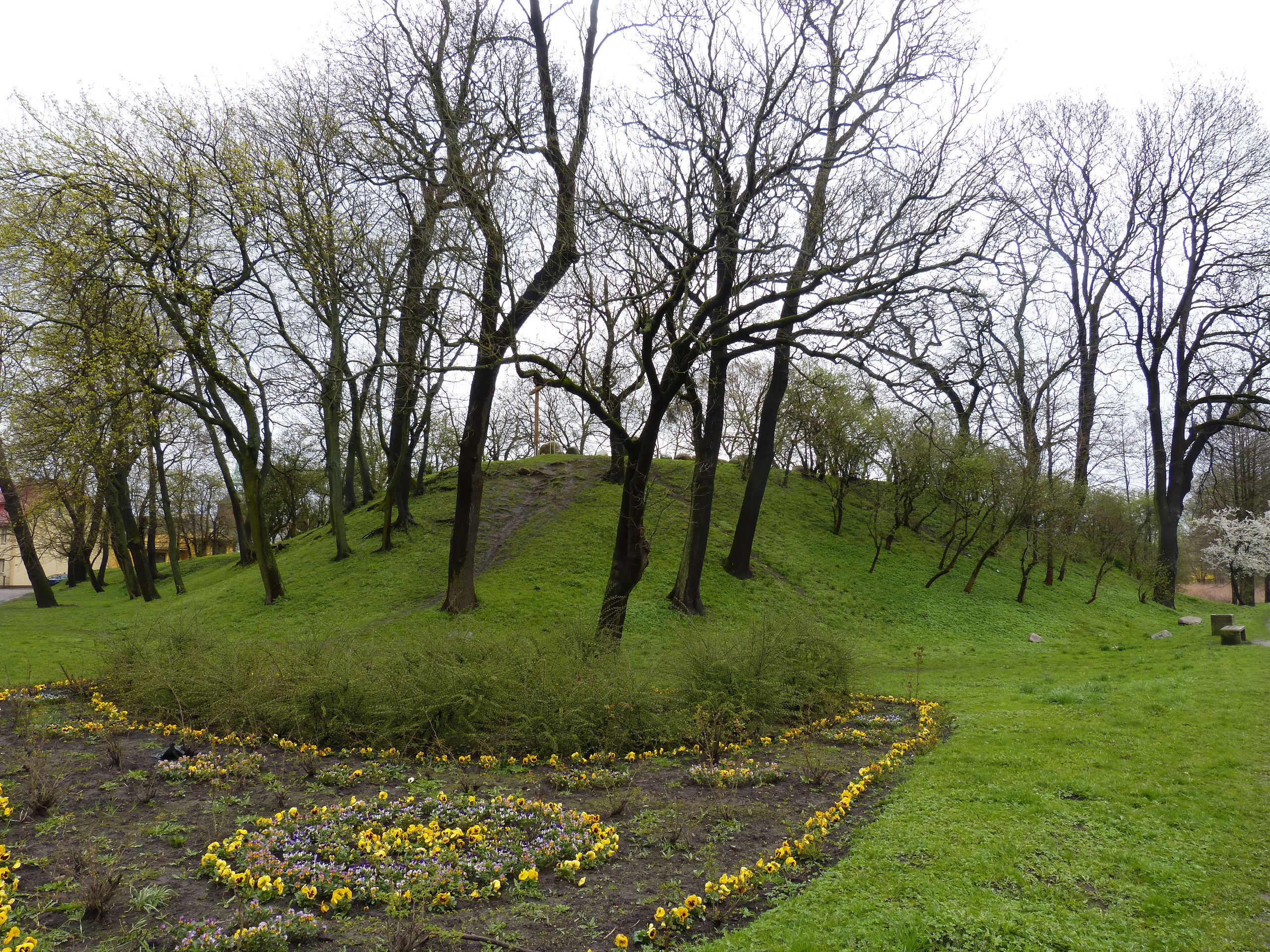
Ehemalige Lage des Schlosses auf dem Burgwall in Białogard

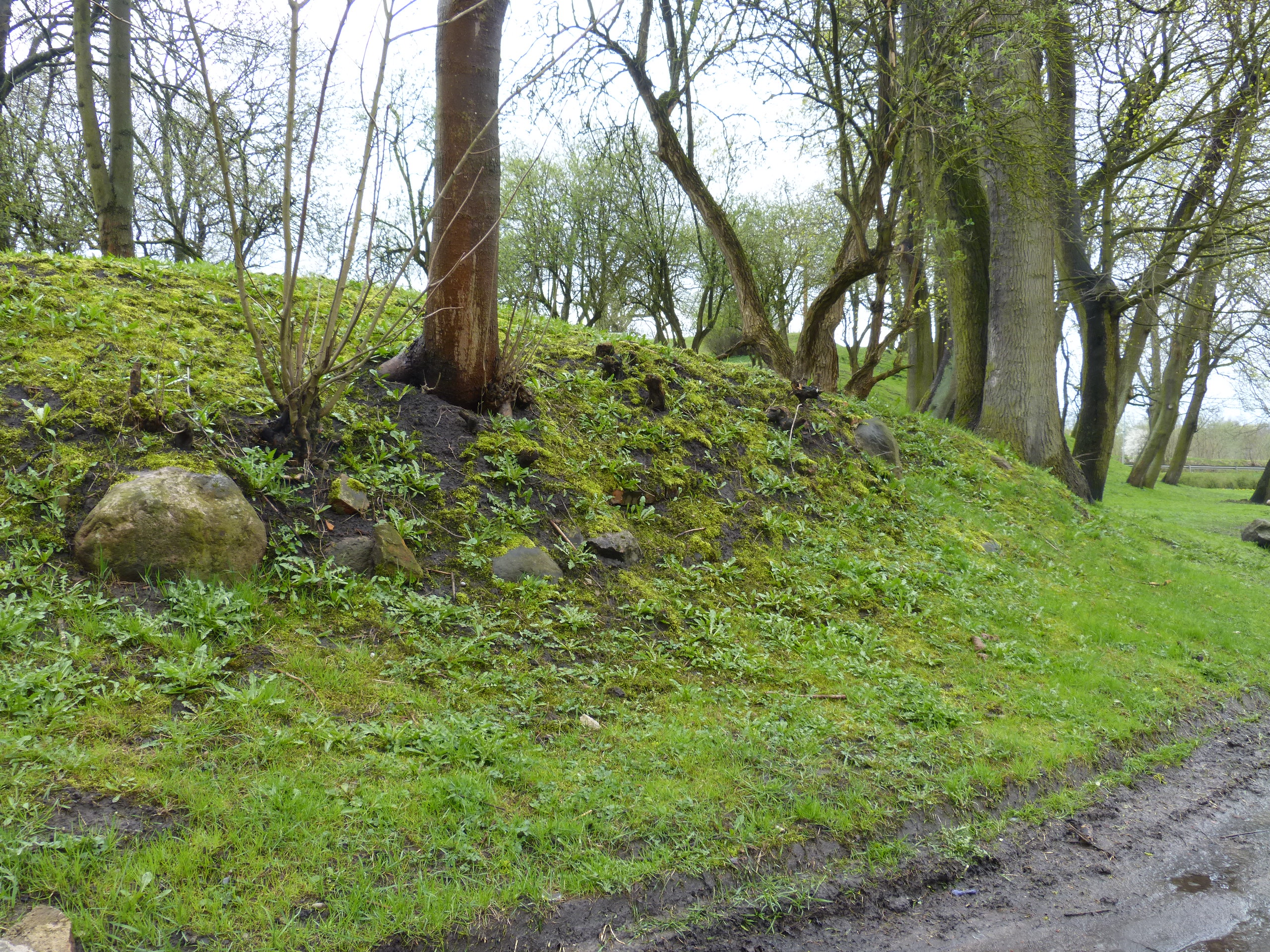
Findlinge am Burgwall

## Geschichte
Der Standort wurde von Herzog Wartislaw III. als Residenz genutzt. Im Jahre 1315 begann Wartislaw IV. (Sohn des Bogislaw IV.) damit, den Standort der Burg als Schloss auszubauen. Als einziges Gebäude auf dem Burghügel, umfasste das Ziegelgebäude demnach eine Ausdehnung von etwa 20 m × 11 m. Östlich hiervon befand sich ein kleiner Innenhof, der von einer massiven Wand umgeben war. Lediglich im Jahre 1321 residierte hier der Pommernherzog. Noch im selben Jahr, wurde das Schloss zum Sitz des Bürgermeisters von Belgard. Von 1357 bis 1372 befand sich Schloss Belgard im Lehensbesitz von Gerhard Manduvel. Im 15. Jahrhundert bestellte Bogislaw, Sohn des Herzogs Wartislaw VII., seit 1396 auch als Erich I. angeführt, einen Schlosshauptmann. Das Schloss- und Burggericht, das hier lange Zeit über den Belgard’schen Kreis tagte, wurde später dem Hofgericht zu Kolberg, anschließend nach Köslin überstellt. Im Jahre 1526 brannte die Anlage nieder, und in den Jahren 1535 bis 1541 wurden das neue Schloss über dem alten Untergeschoss des ersten Schlosses neu errichtet.
Im Anschluss an den Dreißigjährigen Krieg wurde Pommern mit Belgard als Folge des Westfälischen Friedens Teil von Preußen. Das Schloss wurde zum Sitz der örtlichen Regierung. Im Jahr 1780 wurde das Schloss unter der Herrschaft Friedrich II. auf dessen Geheiß hin zerstört, und infolgedessen, wurde auf dem Standort, auch Amtsberg genannt, im Todesjahr Friedrich II. ein zeitgemäßes Gebäude für die königlichen Beamten fertiggestellt. Zwischen 1890 und 1910 wurde das Gebäude am Standort des ehemaligen Schlosses als Wohnhaus genutzt, bis es 1910 erneut brannte und die Reste der Baulichkeiten nach dem Zweiten Weltkrieg endgültig abgerissen wurden.
Heute ist lediglich der Hügel erkennbar, auf dem Reste des Fundamentes des ehemaligen Amtsgebäudes (Altes Amt) vorhanden sind.

## Beschreibung
Die Lubin’sche Ansicht von 1618 zeigt das Schloss als ein rechteckiges Gebäude mit vier Geschossen und einem Satteldach. Das Gebäude wurde in massiver Bauweise errichtet. Die Steine und Hölzer zum Bau der Anlage, gewannen die Herzöge auch aus dem Grund und Boden sowie den Wäldern rund um Belgard. Die Abtretung der Baumaterialien für das Schloss erfolgte seinerzeit als Kompensation, im Zuge der Rückübereignung der Ortschaften Kołacz sowie Ogartowo an die Familie Manteuffel im Jahre 1541.
| |
| Die alte Lubinsche Karte zeigt in der Darstellung ganz links, das Schloss in Belgard, das nach dem Dreißigjährigen Krieg immer weiter verfiel. |